# Chelsea Brown
Pour les articles homonymes, voir Brown.
Lois Brown, dite Chelsea Brown, est une actrice afro-américaine, née le 6 décembre 1942 à Chicago (Illinois, États-Unis) et morte dans la même ville le 27 mars 2017.

## Biographie
Chelsea Brown a interprété, au côté de l'étudiant afro-américain interprété par Stu Gilliam, quelques épisodes de la première saison de Love, American Style. Elle est ensuite apparue dans diverses séries télévisées Docteur Marcus Welby, L’Homme de fer, Matt Lincoln et, pour la télévision britannique, l'émission à sketches Les deux Ronnies. Au cinéma, elle a également joué dans la comédie musicale Sweet Charity (1969), la comédie Hot Line (1970) ou le film de science fiction La Chose à deux têtes (1972).
Chelsea Brown a émigré en Australie dans les années 1970 et a animé plusieurs émissions de la télévision australienne : Blankety Blanks de Graham Kennedy, le  soap opera Number 96 (1977) et E Street (1990–1991) et une multitude de spots de publicité. Elle est guest-star dans le remake australien Mission impossible, 20 ans après (1988).
Chelsea Brown est décédée à Chicago d'une pneumonie.

## Filmographie

### Cinéma
- 1969 : Sweet Charity, de Bob Fosse : Frug dancer
- 1972 : La Chose à deux têtes (The Thing with Two Heads) : Lila
- 1983 : The Return of Captain Invincible, de Philippe Mora : Tour guide
- 1997 : Bienvenue à Woop Woop (Welcome to Woop Woop), de Stephan Elliott : Maude

### Télévision
- 1970 : Dial Hot Line (TV) : Gibson
- 1970 : Matt Lincoln (série TV) : Tag
- 1975 : Bronk (TV)
- 1976 : Arena (TV) : Barby
- 1972 : Number 96 (série TV) : Hope Jackson (1977)
- 1989 : E Street (série TV) : Abby Rossiter (1990-91)